# Galate (Vrapcsiste)
Galate (macedónul: Галате, albánul Gallata) település Észak-Macedóniában, a Pologi körzet Vrapcsistei járásában.

## Népesség
| Lakosok száma | 391  | 454  | 421  | 392  | 398  | 461  | 928  | 1151 | 980  |
|               | 1948 | 1953 | 1961 | 1971 | 1981 | 1991 | 1994 | 2002 | 2021 |

2002-ben 1 151 lakosa volt, akik közül 643 albán, 334 macedón, 173 török és 1 szerb.